# Live at Blues Alley
| Recensione | Giudizio |
| ---------- | -------- |
| AllMusic   | [ 1 ]    |

Live at Blues Alley è un album dal vivo della cantante statunitense Eva Cassidy, pubblicato dalla Blix Street Records nel 1997.
L'album è stato pubblicato postumo, ma venne inizialmente distribuito a livello locale nel maggio 1996, quando Eva Cassidy era ancora in vita.
Nel 2015 la Blix Street pubblica la versione completa del concerto al Blues Alley nell'album Nightbird, che contiene 33 canzoni, 31 delle quali vennero registrate durante quel concerto e 8 delle quali erano rimaste inedite.

## Tracce
1. Cheek to Cheek – 4:03 (Irving Berlin)
2. Stormy Monday – 5:49 (T-Bone Walker)
3. Bridge over Troubled Water – 5:33 (Paul Simon)
4. Fine and Mellow – 4:03 (Billie Holiday)
5. People Get Ready – 3:36 (Curtis Mayfield)
6. Blue Skies – 2:37 (Irving Berlin)
7. Tall Trees in Georgia – 4:05 (Buffy Sainte-Marie)
8. Fields of Gold – 4:57 (Sting)
9. Autumn Leaves – 4:57 (Joseph Kosma, Johnny Mercer, Jacques Prévert)
10. Honeysuckle Rose – 3:14 (Andy Razaf, Fats Waller)
11. Take Me to the River – 3:51 (Al Green, Teenie Hodges)
12. What a Wonderful World – 5:50 (Bob Thiele, George David Weiss)
13. Oh, Had I a Golden Thread – 4:46 (Pete Seeger)

Durata totale: 57:21

## Formazione
- Eva Cassidy – voce, chitarra acustica, chitarra elettrica
- Chris Biondo – basso
- Hilton Felton – organo Hammond
- Keith Grimes – chitarra elettrica
- Raice McLeod – batteria
- Lenny Williams – pianoforte